# 卡·赫歇尔环形山
卡·赫歇尔环形山是月球正面位于雨海西部的一座小撞击坑，其名称取自以英籍德裔女天文学家卡罗琳·赫歇尔（1750年－1848年），1935年被国际天文联合会正式接受。

## 特征描述

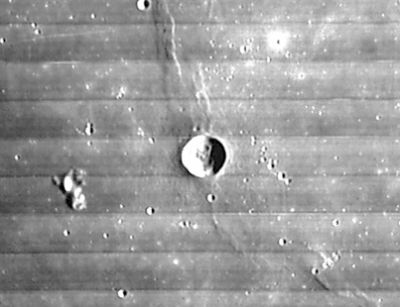
照片左侧是卡·赫歇尔·泽塔峰，月球轨道器4号拍摄。

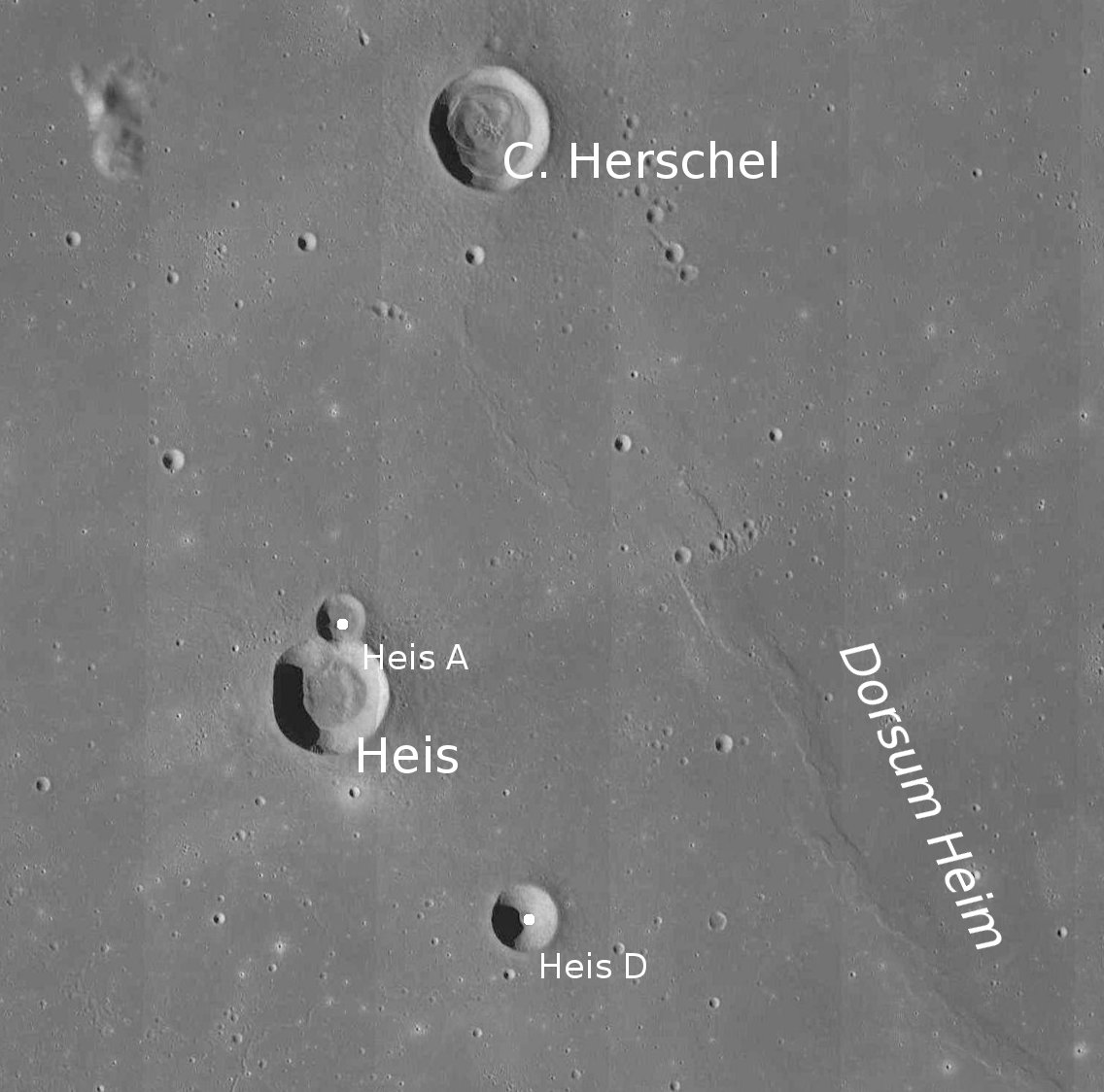
卡.赫歇尔环形山地标，月球勘测轨道飞行器拍摄。

该环形山的西南偏西是格罗特胡森陨石坑、东北是赫利孔陨石坑和勒维耶陨石坑、西南偏南方是大小相同的海斯陨石坑；北面是虹湾和赫拉克利德岬，卡.赫歇尔环形山自身则坐落在一道名为海姆山脊的皱脊之上，西侧是一座曾被命名为卡·赫歇尔·泽塔（ζ-希腊第六个字母）的山峰。环形山中心月面坐标为北纬34.48°、 西经31.29°，直径长13.7公里，深约2.217公里。
它是一座圆形、碗状的撞击坑，坑底西南部呈现较大的下沉，但边缘范围清晰，无明显侵蚀痕迹。它的坑壁平均高出周边月表510米，内侧壁有较高的反照率，但坑底地表反射率与周围月海一样低。月坑形态特征符合“BIO 型”（该类陨坑的典型代表-毕奥陨坑的称谓）陨坑。
在火星和土卫一上也有同名的撞击坑。

## 卫星环形山
依照惯例，在月面图上以字母标示在以下靠近卡.赫歇尔的卫星坑中心点的一侧：
| 卡.赫歇尔 | 纬度     | 经度     | 直径     |
| --------- | -------- | -------- | -------- |
| C         | 37.23° N | 32.62° W | 7.04公里 |
| E         | 34.21° N | 34.69° W | 5.03公里 |
| U         | 36.20° N | 31.44° W | 3.30公里 |
| V         | 36.46° N | 33.49° W | 3.46公里 |

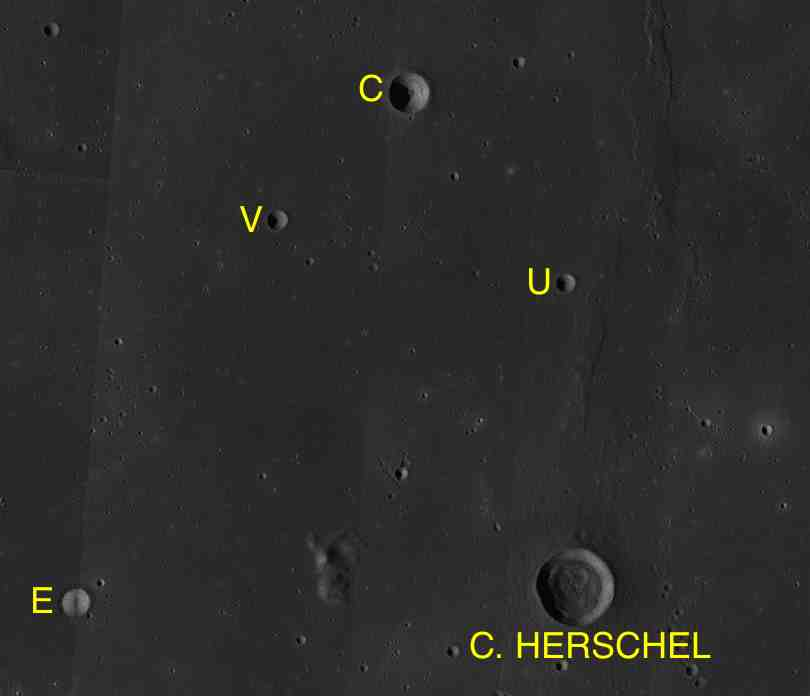
卡.赫歇尔的卫星坑

- 在卫星坑卡.赫歇尔 E的西北是艾普西隆（ε）冈。

## 飞船登陆地
- 1970年11月17日，苏联星际站月球17号降落在卡.赫歇尔环形山西北约140公里处，将世界上首个行星探测器-“月球车1号”运送到月表并成功地在另一颗天体表面运行。

## 图集

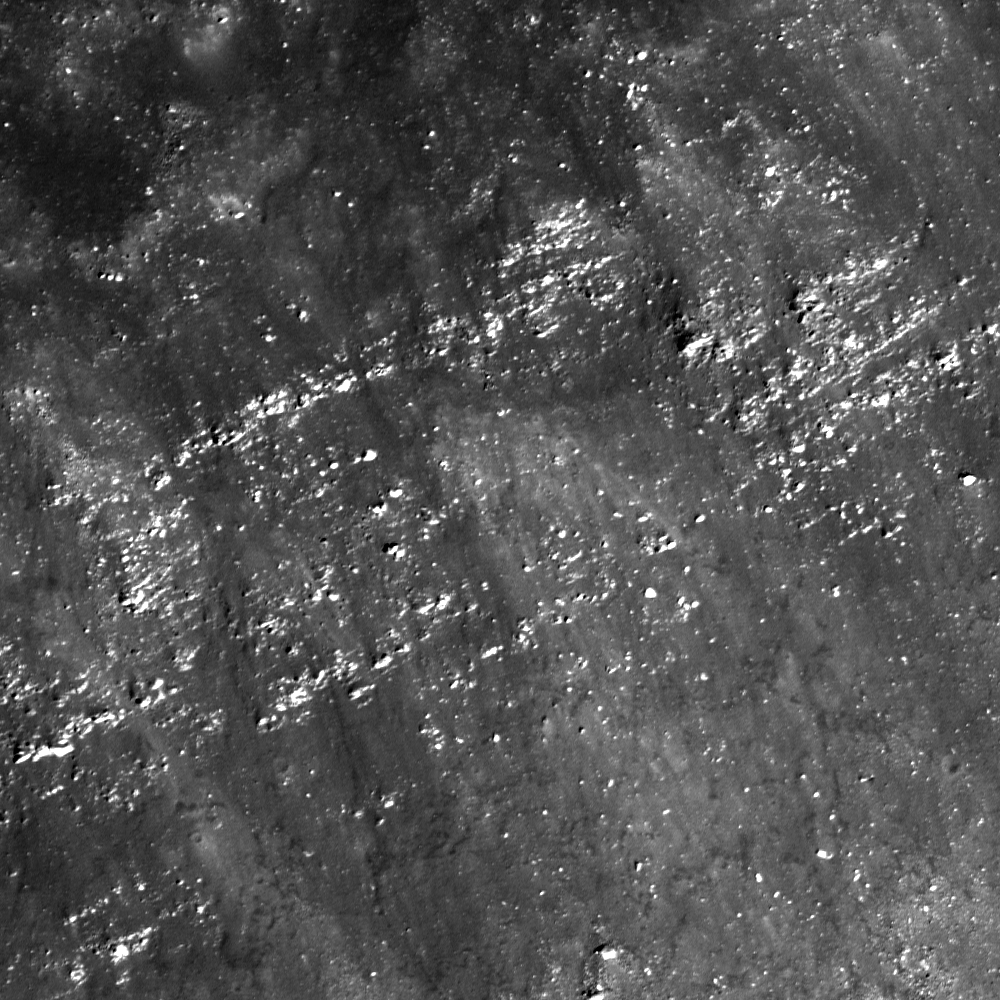
卡.赫歇尔环形山西北段内侧壁上的月海玄武岩层露头，月球勘测轨道飞行器拍摄。

## 另请参阅
- 月球环形山列表
- 月面学
- 月球地质
- 后期重轰炸期